# Anastasio Alberto Ballestrero
Anastasio Alberto Ballestrero (Gênova, 3 de outubro de 1913 - Bocca di Magra, Ameglia, 21 de junho de 1998) - no religioso Anastásio do Santíssimo Rosário, O.C.D. - foi um cardeal italiano da Igreja Católica Romana e professo dos Carmelitas Descalços, que serviu como o arcebispo de Turim de 1977 até sua renúncia em 1989. Ballestrero foi elevado ao cardinalato em 1979 e tornou-se uma voz de liderança progressiva no episcopado italiano durante seu tempo como chefe da Conferência Episcopal Italiana, sob o pontificado do conservador Papa João Paulo II.Ballestrero também era conhecido por ser reservado quando se tratava do Sudário de Turim, em oposição ao entusiasmo de João Paulo II pela relíquia. O cardeal permitiu testar a mortalha e anunciou que a própria relíquia era um produto da Idade Média, em oposição ao pano de sepultamento genuíno de Jesus Cristo.
O processo de beatificação foi lançado em Turim e ele se tornou um servo de Deus. O processo diocesano para a causa foi aberto no final de 2014 e iniciou a coleta de testemunhos e documentos de Turim e Bari.

## Vida

### Infância e educação
Alberto Ballestrero nasceu em Gênova, em 3 de outubro de 1913, como o primeiro dos cinco filhos de Giacomo Ballestrero e Antonietta Daffunchio. Ele foi batizado em 2 de novembro de 1913 na paróquia de Santa Zita com o nome "Alberto". Seu pai trabalhou em um porto genovês enquanto sua mãe supervisionava a formação religiosa de seus filhos. Dois irmãos morreram nos primeiros meses de suas vidas. Sua mãe morreu em 1923 após o nascimento de seu filho final no final de 1922.
Ballestrero frequentou uma escola em Gênova de 1919 a 1922. Ele estava matriculado no Collegio Belimbau em 1922 antes de receber sua confirmação na igreja de San Martino di Albaro em 3 de maio de 1923; ele fez sua Primeira Comunhão no próximo mês em 21 de junho. Deixou o Collegio Belimbau em 1923 para seguir estudos eclesiais para se tornar padre.

### Profissão e sacerdócio
Em 2 de outubro de 1924, iniciou seus estudos eclesiásticos sob a direção dos Carmelitas Descalços em Varazze. Ballestrero juntou-se então a essa ordem religiosa em Savona e tomou o hábito em 12 de outubro de 1928 e o nome Anastasio del Santissimo Rosario . Ele fez sua profissão inicial em 17 de outubro de 1929. Mais tarde, foi transferido para o convento genovês de Santa Anna, em setembro de 1932, por seus estudos filosóficos e teológicos. Mas em 1932 ele sofreu de uma infecção com risco de vida (e recuperado no hospital de outubro a dezembro de 1932) antes de fazer sua profissão solene em 5 de outubro de 1934.
Ele recebeu o subdiaconato e depois o diaconado em 1935, antes de receber sua solene ordenação ao sacerdócio na Catedral de San Lorenzo, em 6 de junho de 1936, mas exigiu uma dispensa especial para ele, devido à exigência de idade. Ele começou a lecionar estudos filosóficos no "studentato" de Gênova-S. Anna de 13 de agosto de 1936 e iniciou um apostolado de pregação em um hospital genovês (o "Bertani") a partir de 1 de janeiro de 1937. No final da década de 1930 ele estava em Paris para mais estudos. Ballestrero foi priordo convento de Santa Anna de 22 de abril de 1945 a 1948 e novamente eleito como prior em 7 de maio de 1954, após tornar-se provincial da província liguriana da ordem em 3 de abril de 1948. Antes de participar do Concílio Vaticano II de 1962 a 1965 ele foi eleito duas vezes como o reitor geral para a ordem em 9 de abril de 1955 e depois em 21 de abril de 1961; ele permaneceu nessa posição até 20 de maio de 1967. Ballestrero visitou todos os 350 conventos carmelitas e 850 mosteiros carmelitas no mundo, exceto na Hungria, que lhe recusou a entrada na nação. Ele já serviu como Presidente da União dos Superiores Gerais.Durante o Concílio Vaticano II, ele se tornou amigo de Henri de Lubac e foi considerado um colaborador próximo do papa.

### Episcopado e cardinalato
Em 21 de dezembro de 1973, foi nomeado arcebispo de Bari. Recebeu sua consagração episcopal na Igreja Santa Teresa al Corso d'Italia em 2 de fevereiro de 1974, em Roma, do cardeal Sebastiano Baggio, com os bispos Michele Mincuzzi e Enrico Romolo Compagnone servindo como co-consagradores. O Papa Paulo VI nomeou-o depois como Arcebispo de Turim em 1 de agosto de 1977; ele foi entronizado em sua nova sé no dia 25 de setembro seguinte. Mais tarde, ele foi eleito vice-presidente da Conferência Episcopal Italiana em 25 de maio de 1978 e serviu como seu Presidente de 18 de maio de 1979 a 3 de julho de 1985. Em 1975, ele pregou os Exercícios Espirituais para o Papa Paulo VI e a Cúria Romana.
O Papa João Paulo II elevou-o ao cardeal e nomeou-o Cardeal-presbítero de Santa Maria sobre Minerva em 30 de junho de 1979. Ballestrero renunciou ao cargo de arcebispo de Turim em 31 de janeiro de 1989 e se retirou para o convento de Santa Croce em La Spezia; ele perdeu o direito de votar em um conclave em 3 de outubro de 1993, depois de completar 80 anos.
Ballestrero participou das várias reuniões episcopais que o Papa convocou e também foi nomeado representante papal especial às cerimônias inaugurais do Ano Theresiano que comemorou o quarto centenário da morte de Santa Teresa de Ávila de 14 de outubro a 15 de outubro de 1981. em ambos Alba de Tormes e Ávila. Ele era um teólogo notável e foi o autor de uma série de livros de mediações e sobre São João da Cruz.
Ele ficou conhecido por suas crenças progressistas e rejeitou alguns dos movimentos populares católicos, como Comunhão e Libertação, João Paulo II o repreendeu por isso, ao que ele disse ter respondido: "Santidade, quando você os conhece melhor, também não gostará deles!"

### Morte
Ballestrero morreu em sua residência em La Spezia às 3:00 da tarde no dia 21 de junho de 1998 devido a uma doença longa. Seu funeral foi celebrado em 25 de junho. Ele está enterrado na igreja de San Giuseppe del Deserto  anexada ao mesmo convento carmelita em Varazze, que ele havia entrado em 1924.

## Processo de beatificação
Os bispos do Piemonte anunciaram sua intenção - em um anúncio em 4 de fevereiro de 2014 - de que buscariam iniciar a causa da potencial beatificação de Ballestrero após uma votação unânime sobre o assunto. O primeiro movimento para lançar a causa foi transferir o fórum da investigação diocesana de La Spezia (onde o cardeal morreu) para Turim. O processo diocesano foi lançado no dia 9 de outubro de 2014 em uma missa que [[[Cesare Nosiglia]] presidiu. Até o momento foram mais de 30 depoimentos coletados e a partir de 2015 foram 25 procurados em Bari.
O postulador para essa causa é o padre carmelita descalço Romano Gambalunga.

## Posições

### Aborto
Em referência ao aborto, o cardeal declarou uma vez que a Igreja deve "nunca renunciar a sua missão de evangelização e educação da consciência humana".

## Sudário de Turim
Ele colocou o Sudário de Turim - em 1978 - em exibição pela primeira vez em quatro décadas. Um dos peregrinos que visitou o sudário durante esta exposição seria o futuro Papa João Paulo II, que visitou apenas seis semanas antes de sua eleição. Ballestrero mais tarde hospedaria o papa em Turim em 1980 com o papa vindo para venerar a relíquia.
Ballestrero concordou com a realização de testes científicos no Sudário de Turim em outubro de 1978, mas recusou-se a permitir o teste de datação por radiocarbono, já que exigia a remoção de amostras do próprio sudário. Uma vez que as melhorias técnicas tornaram possível usar amostras do tamanho de selos postais, o cardeal permitiu que as amostras fossem cortadas em abril de 1988, as quais ele mesmo supervisionou para garantir que fossem realizadas de maneira apropriada. Estes seriam testados em três laboratórios na Suíça, bem como nos Estados Unidos e no Reino Unido.
Após os testes de datação por radiocarbono, o cardeal anunciou, em 13 de outubro de 1988, que o sudário era datado da Idade Média e, portanto, não era o pano fúnebre real de Cristo (ele disse que os resultados eram 95% precisos); embora estes testes foram acreditados mais tarde para ser inválido devido à amostragem errônea.
Em novembro de 1983, o papa nomeou-o como o primeiro guardião pontifício para o sudário que abriu rumores de que a relíquia poderia ser transferida para Roma; o papa estava entusiasmado com o sudário, mas Ballestrero era mais reservado sobre o sudário.

## Links
- The Cardinals of the Holy Roman Church
- Find a Grave
- Hagiography Circle
- Catholic Hierarchy